# Partido Democrático Popular Socialista de Lituania
El Partido Democrático Popular Socialista de Lituania (en lituano: Lietuvos socialistų liaudininkų demokratų partija; LSLDP) fue un partido político en la Lituania de entreguerras.

## Historia
El LSLDP se formó en 1917 en Vorónezh por Mykolas Sleževičius y Felicija Bortkevičienė como una escisión conservadora del Partido Demócrata Lituano (PDL). Cuando el PDL se disolvió en 1920, sus miembros restantes se unieron al LSLDP o a la Unión Campesina, otra antigua escisión.
En las elecciones de 1920, el LSLDP obtuvo 9 escaños, emergiendo como el sexto partido más grande del Seimas. Sin embargo, en las elecciones de 1922 el partido obtuvo sólo cinco escaños. Poco después de las elecciones de 1922, el 24 de noviembre, el partido se fusionó con la Unión Campesina para formar la Unión de Campesinos Populares de Lituania.